# Halstead
Pour les articles homonymes, voir Halstead (homonymie).
Halstead est une ville dans le comté d'Essex en Angleterre. Il est situé dans le district de Braintree. Située à 25.7 kilomètres de Chelmsford. Sa population est de 11906 habitants (2011). Dans Domesday Book de 1086, il a été énuméré comme Hal(te)steda.